# Ladislav Adamec
Ladislav Adamec (10. září 1926 Frenštát pod Radhoštěm – 14. dubna 2007 Praha) byl český a československý politik, dlouholetý funkcionář Komunistické strany Československa, za normalizace místopředseda i předseda vlád České socialistické republiky a Československé socialistické republiky, poslanec České národní rady a člen Ústředního výboru KSČ, v době sametové revoluce představitel pragmatického křídla KSČ, které vyjednávalo s nastupující mocí Občanského fóra, počátkem 90. let předseda KSČ a poslanec Sněmovny národů Federálního shromáždění za KSČ, později za KSČM.

## Původ a kariéra
Pocházel z hornické rodiny. Do roku 1946, kdy vstoupil do KSČ, pracoval jako pomocný dělník, po vstupu pak postupně jako vedoucí oddělení, náměstek ředitele, vedoucí kádrového oddělení, předseda ONV a po dva roky do roku 1960 ředitelem podniku MEZ Frenštát v rodném Frenštátě pod Radhoštěm.
V letech 1958–1961 absolvoval Vysokou stranickou školu při ÚV KSČ. Toto vzdělání mu umožnilo další vzestup v mocenské hierarchii – stal se předsedou Krajské plánovací komise a místopředsedou KNV v Ostravě. Tuto pozici zastával v letech 1960–1962, pak byl v letech 1963–1969 vedoucím oddělení Ústředního výboru KSČ. Za člena Ústředního výboru Komunistické strany Československa ho zvolil XIII. sjezd KSČ v roce 1966.
Během reformního období v roce 1968 se držel stranou a z pohledu sovětského vedení se nijak nezkompromitoval, proto jeho kariéra úspěšně pokračovala po celé období normalizace po okupaci sovětskými vojsky v 70. a 80. letech. Ve funkci člena ÚV KSČ ho potvrdil XIV. sjezd KSČ roku 1971 a opětovně ho na tuto pozici zvolil i XV. sjezd KSČ, XVI. sjezd KSČ a XVII. sjezd KSČ. V roce 1973 získal Řád práce a roku 1976 Řád Vítězného února.
Po celá 70. a 80. léta zastával rovněž vládní funkce. Od provedení federalizace Československa v letech 1969 až 1987 byl místopředsedou českých vlád (vláda Stanislava Rázla, vláda Josefa Kempného a Josefa Korčáka, druhá vláda Josefa Korčáka, Třetí vláda Josefa Korčáka, čtvrtá vláda Josefa Korčáka a Pátá vláda J. Korčáka). Kromě toho od roku 1968 do rok 1981 působil jako předseda Legislativní rady vlády ČSR, od roku 1970 také předsedal Radě vlády pro národnosti ČSR a od roku 1971 i Radě vlády ČSR pro Národní výbory.
Jeho politická kariéra vyvrcholila v 2. polovině 80. let 20. století. V březnu 1987 se stal předsedou české vlády (v rámci federace, vláda Ladislava Adamce). Na tomto postu setrval do října 1988, přičemž zároveň zasedal i jako místopředseda federální vlády (pátá vláda Lubomíra Štrougala a šestá vláda Lubomíra Štrougala. V říjnu 1988 se pak stal předsedou československé vlády (vláda Ladislava Adamce). V období od března 1987 do listopadu 1989 byl navíc členem Předsednictva Ústředního výboru KSČ.
Dlouhodobě působil v České národní radě. Mandát v ní získal poprvé ve volbách roku 1971 a obhájil ho ve volbách roku 1976, volbách roku 1981 a volbách roku 1986. Netýkal se ho proces kooptace do ČNR po sametové revoluci.
Koncem 80. let patřil v rámci KSČ k pragmatickému křídlu, které sice předpokládalo udržení mocenského monopolu komunistické strany, ale připouštělo opatrné ekonomické a jiné reformy. Díky tomu sehrál významnou roli během sametové revoluce jako jeden z hlavních představitelů komunistického režimu, který vedl jednání s nastupující mocí (Občanské fórum a další iniciativy).
Od 1. poloviny 70. let byl veden dle tzv. Mitrochinova archivu jako důvěrník KGB pod krycím jménem Atos. Kontaktním důstojníkem KGB mu byl V. F. Jašečkin.

## Role v událostech roku 1989
Již 19. listopadu v nočních hodinách Adamec přijal zástupce iniciativy Most (její dva nejznámější protagonisty, Michala Horáčka a Michaela Kocába). 21. listopadu se, bez souhlasu vedení KSČ, sešel se zástupci OF (Jan Ruml, Jiří Bartoška, Martin Mejstřík). Adamec na schůzce uznal, že jsou nutné společenské změny, je ochoten přehodnotit postoj k roku 1968, ale trval na tom, že chce udržet pozice své i KSČ. O dva dny později odletěl do Moskvy na konzultaci s Gorbačovem. Ten jej nakonec vůbec nepřijal. ÚV KSČ Adamce nezvolil do nového předsednictva. 26. listopadu byl Adamec pozván Občanským fórem, aby promluvil na manifestaci na Letenské pláni. 800 000 přítomných zprvu premiéra přijalo vlídně, protože byl prvním představitelem vládnoucí moci, který se setkal s občanskými iniciativami. Když ale odsoudil vyhlášenou generální stávku, byl vypískán.
Dne 3. prosince jmenoval prezident republiky novou vládu, opět s předsedou Ladislavem Adamcem. Z 20 členů vlády bylo 15 komunistů. OF i VPN tuto vládu odmítly. 7. prosince Adamec ze své funkce předsedy vlády odstoupil. Vedením kabinetu byl poté pověřen Marián Čalfa.

## Závěr politické kariéry po roce 1989
Mimořádný sjezd KSČ zvolil 20. prosince 1989 Adamce do funkce předsedy KSČ.
Ve volbách roku 1990 zasedl do české části Sněmovny národů Federálního shromáždění (volební obvod Severomoravský kraj) za KSČ (KSČS), která v té době byla volným svazkem obou republikových komunistických stran. Po jejím postupném rozvolňování se rozpadla na samostatnou stranu na Slovensku a v českých zemích. V roce 1991 proto Adamec přešel do poslaneckého klubu KSČM. Za KSČM (respektive za koalici Levý blok) obhájil mandát ve volbách roku 1992. Ve Federálním shromáždění setrval do zániku Československa v prosinci 1992.
Jeho politický vliv ale klesal s rozkladem federální KSČS i rozpadem Československa. Do čela české KSČM se koncem roku 1990 dostal reformní politik Jiří Svoboda a Adamec se stáhl z veřejného života do soukromí.
V senátních volbách roku 1996 kandidoval do horní komory českého parlamentu za Senátní obvod č. 71 – Ostrava-město, coby kandidát KSČM (uváděn jako důchodce, bytem Praha 7). Získal ale jen 16 % hlasů a nepostoupil do 2. kola.

## Ohlasy v kultuře
V roce 2014 v seriálu České století, v díle věnovaném sametové revoluci, ztvárnil Adamce herec Jiří Lábus.